# 姜亨硕
姜亨硕（韓語：강형석，1992年1月1日—），另译姜炯硕、姜亨锡，韩国男演员，曾为话剧以及音乐剧演员。2019年，因在《爱的迫降》中客串保卫队少校赵哲强的手下而以演员的身份正式出道。

## 演艺经历

### 出道至今
2019年，姜亨硕在《爱的迫降》中客串保卫队少校赵哲强的手下而以演员的身份正式出道。
之后陆续参演《浪漫医生金师傅2》、《梨泰院Class》、《双甲路边摊》、《Do Do Sol Sol La La Sol》、《海岸村恰恰恰》、《人间失格》等剧，以及新韩两地联制的电影《花路安娣》。

## 影视作品

### 电影
- 2021年：《We Go Together（朝鲜语：가치 캅시다）》 饰演 金义成（김의성）
- 2022年：《花路阿朱媽》饰演 权宇
- 2024年：《黑带出勤中》饰演 姜作家

### 电视剧
| 年份   | 播放平台 | 剧名                              | 角色         | 备注     |
| ------ | -------- | --------------------------------- | ------------ | -------- |
| 2019年 | tVN      | 《爱的迫降》                      | 赵哲强的手下 | 客串     |
| 2020年 | SBS      | 《浪漫医生金师傅2》               | 姜益俊的哥哥 | 客串     |
| 2020年 | JTBC     | 《梨泰院Class》                   | 蒙面护士     | 客串     |
| 2020年 | JTBC     | 《双甲路边摊》                    | 朴秉載的朋友 | 客串     |
| 2020年 | KBS2     | 《Do Do Sol Sol La La Sol》       | 安重浩       | 配角     |
| 2020年 | KBS2     | 《KBS Drama Special——記憶的醒悟》 |              | 配角     |
| 2021年 | tVN      | 《海岸村恰恰恰》                  | 崔银哲       | 配角     |
| 2021年 | JTBC     | 《人间失格》                      | 俊赫         | 配角     |
| 2022年 | tvN      | 《月水金火木土》                  | 禹光南       |          |
| 2024年 | tvN      | 《不可能的婚禮》                  | 金浩太       | 特別出演 |
| 2025年 | tvN      | 《拜託戒酒吧》                    | 奉宣旭       |          |